# اوتل-دیو (کبک)
اوتل-دیوی کبک (انگلیسی: Hôtel-Dieu de Québec) یک بیمارستان آموزشی است که در کبک سیتی در استان کبک واقع است و از زیرمجموعه‌های دانشگاه لاوال محسوب می‌شود.
این بیمارستان به‌طور تخصصی در حوزهٔ سرطان، بیماری‌های کلیوی و کاشت حلزون گوش فعالیت دارد.
این بیمارستان، قدیمی‌ترین بیمارستان کشور کانادا و نخستین بیمارستان آمریکای شمالی (بجز مکزیک) است که در سال ۱۶۳۷ میلادی بنا نهاده شد.